# Mikebuda
Mikebuda là một thị trấn thuộc hạt Pest, Hungary. Thị trấn này có diện tích 42,17 km², dân số năm 2010 là 713 người, mật độ 17 người/km².